# SILLIAC

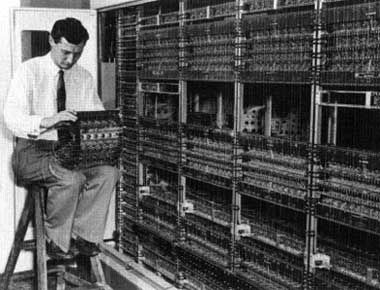
Peter Aplin de la Universidad de Sydney trabaja en un componente del SILLIAC (primeros años 50 del)

El SILLIAC es la versión de Sydney del ILLIAC. Fue construido por la Universidad de Sídney (Australia) y forma parte de la lista de los primeros ordenadores, está basado además de en el ya mencionado ILLIAC, en ordenadores ORDVAC desarrollados por la Universidad de Illinois, que a su vez estaban basados en la arquitectura IAS desarrollada por John von Neumann.
SILLIAC tuvo su origen a finales de 1953 cuando Harry Messel, el nuevo jefe dinámico de la Escuela de Física, y John Blatt, investigador recién llegado, comprendieron que la Escuela necesitaba un ordenador electrónico como instrumento para la física teórica. Mientras el primer ordenador en el hemisferio sur, el CSIR Mk 1, ya funcionaba en otra parte de la Universidad de Sídney, había varios impedimientos serios para su empleo por la Escuela de Física: por un lado estaba destinado en su totalidad a la investigación del CSIR cuya predisposición de personal según John Blatt no era favorable; y por otro lado, como un ordenador de arquitectura sucesivo, era demasiado lento para el tipo de problemas que Blatt y Messel querían plantear. Por lo que tomaron la decisión de que la solución para la Escuela era construir su propio ordenador.
Un ordenador adecuado (ILLIAC) ya existía en la Universidad de Illinois, por lo que Blatt y Messel decidieron copiarlo. La Universidad de Illinois estaba feliz por poder proporcionar proyectos y ayuda, y estimó el coste de construir una copia en US$110 000. John Algie, entonces el ingeniero de mantenimiento para CSIRAC, repasó los presupuestos y estimó el coste en AU£35 200 (aproximadamente AU$2 000 000 en dólares de 2006). Teniendo esto como referencia, tomaron la decisión de construirlo a finales de 1953. Un amigo presentó a Messel a Adolfo Basser, quien donó AU£50 000 para el ordenador.
Como la mayor parte de la familia IAS, SILLIAC no era una copia exacta de ILLIAC. Un cambio importante era el empleo de las válvulas 2C51 en el lugar de las más comunes 6J6. Las válvulas 2C51 habían sido desarrolladas por los Bell Labs para el empleo en repetidores submarinos telefónicos y tenían aproximadamente: 5 veces más vida y un coste 6 veces menor. Esta decisión considerablemente mejoró la fiabilidad de SILLIAC comparado a sus contemporáneos.
Como otros de los primeros ordenadores, SILLIAC era físicamente grande. El ordenador en sí mismo ocupaba un gabinete, medía 2.5 m de alto, 3 m de ancho y 0.6 m de profundidad. El suministro de su energía ocupó una segunda sala y el aire acondicionado requirió una sala adicional en el sótano.
En julio de 1954, Standard Telephones and Cables (STC) fueron contratados para construir el ordenador, con pruebas e instalación realizada por técnicos dentro de la Escuela de Física.
El 4 de julio de 1956, SILLIAC aprobó satisfactoriamente un test propio y un test de un programa científico. Al día siguiente, el ordenador calculó los primeros resultados de un programa y los usuarios tuvieron acceso regular a partir del 9 de julio. La apertura oficial fue el 12 de septiembre.
Barry de Ferranti, un pionero implicado en la construcción de SILLIAC describió el gabinete principal del ordenador como aproximadamente 2 metros de alto, 1 metro de hondo y 5 metros de largo con paneles de cristal en el frente y los interruptores que indicaban que continuaba dentro. Estuvo hasta el 17 de mayo de 1968 cuando fue substituido por una máquina más rápida y más grande. SILLIAC fue roto en pedazos.